# Flughafen Andøya, Andenes

i7
i11
i13
Der Flughafen Andøya, Andenes (norw. Andøya lufthavn, Andenes, IATA-Code: ANX, ICAO-Code: ENAN) ist ein zivil mitgenutzter Militärflugplatz in Norwegen. Die norwegischen Luftstreitkräfte Luftforsvaret bezeichnen ihn als Andøya flystasjon. Er liegt auf dem Gebiet der Gemeinde Andøy an der Nordspitze der Insel Andøya etwa 100 km Luftlinie südwestlich von Tromsø in der Provinz Nordland.

## Geschichte
Im Unterschied zu vielen anderen der wichtigeren Flugplätze Norwegens existierte die Andøya Air Station während des Zweiten Weltkrieges noch nicht. Sie wurde erst zu Beginn des Kalten Krieges mit einem Budget der NATO als gemeinsames Projekt der alliierten Oberbefehlshaber Europa und Atlantik für eine Basis zur Seeraumüberwachung initiiert. Der Bau wurde 1952 begonnen und alle Einrichtungen, die nicht unmittelbar für den Flugplatzbetrieb erforderlich waren, wurden im 12 km entfernten Skarsteindalen errichtet.
Die erste Flugbewegung fand am 17. September 1954 statt, der permanente Flugbetrieb auf der Flugstation begann jedoch erst im Herbst 1957. Andøya wurde 1963 Heimat der 333. Staffel (Skvadron), die anfänglich mit der HU-16 Albatross ausgerüstet war. Diese wurden ab 1969 durch Lockheed P-3 Orion ersetzt.
Die Station wurde Anfang der 1970er Jahre erweitert, wozu das benachbarte Dorf Haugnes dem Ausbau zum Opfer fiel.

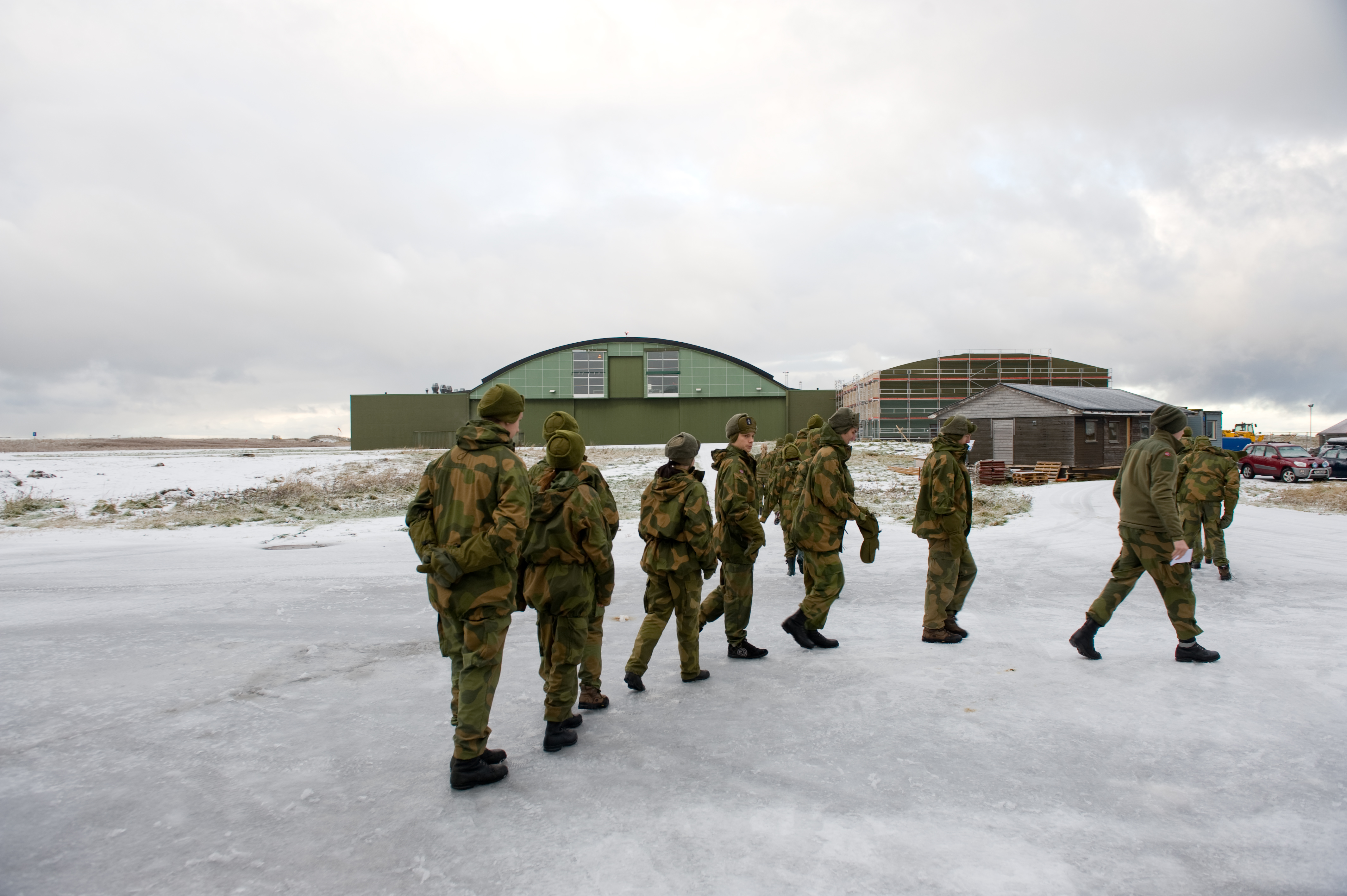
Soldaten vor einem Hangar der Andøya Air Station

Mit Einrichtung des Militärflugplatzes kam es zu der Idee einer zivilen Mitbenutzung der vorhandenen Infrastruktur. Die Lage versprach, obwohl an ihrem nördlichen Rand gelegen, eine günstige Anbindung der Inselgruppe der Vesterålen. Die SAS startete im Jahre 1964 Nachtflüge von Andesnes nach Oslo-Fornebu, mit Zwischenlandungen in Bodø und Bardufoss, bei der Convair Metropolitans eingesetzt wurden. Ab 1965 kam zunächst die Sud Aviation Caravelle zum Einsatz, die ihrerseits später durch die Douglas DC-9 abgelöst wurde.
Ein Nachteil der Nachtflüge waren die ungenügenden Umsteigemöglichkeiten auf andere öffentliche Verkehrsmittel wie Fähren oder Busse. Die Wirtschaftlichkeit der Verbindung wurde Anfang der 1970er Jahre nach der Eröffnung einiger neuer kleiner Flugplätze im mittleren Helgelands, die für den Betrieb von „STOL“-Flugzeugen ausgelegt waren, immer mehr in Frage gestellt. Widerøe nahm 1972 eine Verbindung nach Oslo mit der kleineren de Havilland Canada Twin Otter auf und vier Jahre später stellte SAS den Flugbetrieb nach Andøya gänzlich ein. Widerøe setzte ab 1981 die 50-sitzige DHC-7 und ab 1993 die DHC-8 ein.
Am 1. April 2003 übernahm Norwegian Air Shuttle die Verbindung von Andenes nach Bodø und Tromsø. Die Fluggesellschaft entschied sich nach kurzer Zeit. Mit Beginn des Jahres 2004 übernahm erneut Widerøe die Bedienung von Andesnes, das die Anbindung mit einer kurzen Unterbrechung 2006/2007 bis heute betreibt. Zusätzlich bedient Norwegian seit Juni 2012 gelegentlich Oslo, wobei Boeing 737-800 eingesetzt werden.
Am 1. Januar 2020 wurde das Hauptquartier des 133. Luftgeschwaders (Luftving) ins zirka 94 Kilometer weiter südlich gelegenen Evenes verlegt. Dies erfolgte auf Grund der Entscheidung nach Ausflottung der P-3 die Station Andøya aus Kostengründen aufzugeben und das Nachfolgemodell P-8 im zirka 100 km weiter südlich gelegenen Evenes zu stationieren.
Nach dem Russischen Überfall auf die Ukraine 2022 wurde der Schließungsplan der Basis gestoppt. Aufgrund der geostrategischen günstigen Lage an der NATO-Nordflanke wird Andøya als Anlaufstation für Nachschub der Bündnispartner weiter genutzt. Der Flugbetrieb der 333. Skvadron mit der P-3 endete nach 54 Jahren zum 30. Juni 2023. Hinzu kommen zukünftig Drohnen der Luftforsvaret zur Seeraumüberwachung als komplementäre Plattform zu den bemannten P-8, wozu die Basis modernisiert werden muss.

## Militärische Nutzung
Nach der Außerdienststellung der P-3 wird der Standort insbesondere für folgende Zwecke genutzt.
- Reserveplatz der NATO, englisch „Sleeping Airbase“, seit 2023
- Haupteinsatz- und Trainingsbasis größeren Drohnen (MALEs/HALEs) der norwegischen Streitkräfte und von NATO-Partnern für Einsätze zu Seeraumüberwachung, geplant, Ankündigung 2024
- Stützpunkt für Weltraum-Einsätze der norwegischen Streitkräfte, Ankündigung 2024

## Zivile Nutzung
Der Flughafen verfügt über nationale Verbindungen mit der Billigfluggesellschaft Norwegian (Oslo) und der Regionalfluggesellschaft
der Widerøe (Ziele in Nordnorwegen).